# Сауль Мартінес
Сауль Асаель Мартінес Альварес (ісп. Saúl Asael Martínez Alvarez, нар. 29 січня 1976, Колон) — гондураський футболіст, нападник клубу зі США «Маямі Юнайтед».
Виступав, зокрема, за клуби «Насьйональ» та «Шанхай Шеньхуа», а також національну збірну Гондурасу.

## Клубна кар'єра
У дорослому футболі дебютував 1997 року виступами за команду клубу «Лонг Айленд Ру Райдз», в якій провів один сезон, взявши участь у 41 матчі чемпіонату.
Згодом з 1999 по 2001 рік грав у складі команд клубів «Маямі Ф'южн», «Олімпія», «Вірджинія Біч Марінерз» та «Мотагуа».
Своєю грою за останню команду привернув увагу представників тренерського штабу клубу «Насьйональ», до складу якого приєднався 2001 року. Відіграв за команду з Монтевідео наступний сезон своєї ігрової кар'єри.
2002 року уклав контракт з клубом «Шанхай Шеньхуа», у складі якого провів наступні три роки своєї кар'єри гравця. Більшість часу, проведеного у складі «Шанхай Шеньхуа», був основним гравцем атакувальної ланки команди. У складі «Шанхай Шеньхуа» був одним з головних бомбардирів команди, маючи середню результативність на рівні 0,44 голу за гру першості.
Протягом 2006—2011 років захищав кольори клубів «Омія Ардія», «Шанхай Ляньчен», «Шанхай Шеньхуа», «Ередіано», «Марафон» та «Депортіво Вікторія».
До складу клубу «Маямі Юнайтед» приєднався 2013 року.

## Виступи за збірну
З 2001 по 2009 роки виступав у складі національної збірної Гондурасу. Провів у формі головної команди країни 30 матчів, забивши 13 голів.
У складі збірної був учасником розіграшу Кубка Америки 2001 року у Колумбії.

## Досягнення
- Бронзовий призер Кубка Америки: 2001

«Насьйональ»
- Чемпіон Уругваю: 2001, 2002